# Anal Vomit
Anal Vomit ist eine peruanische Thrash-/Death-Metal-Band aus Lima.

## Geschichte
Die Band wurde im Jahr 1992 gegründet und wählte ihren Namen aufgrund eines gleichnamigen Songs der Band Sarcófago. Sie veröffentlichte im Folgejahr die Demoaufnahme Pregnancy Rotten in Eigenregie, der sich 1994 das Split Tape anschloss, eine Split-Veröffentlichung mit T.S.M. Auf das zweite Demo Welcome to the Slow Putrefaction (1995) folgte mit Into the Eternal Agony 1997 ein drittes, welches später diverse Wiederveröffentlichungen erlebte, u. a. bei Austral Holocaust Productions und Dunkelheit Produktionen.
Als erstes vollständig eigenes Studioalbum erschien Demoniac Flagellations im Jahr 2004 bei dem Musiklabel From Beyond Productions, einem Sublabel von Displeased Records. Zudem veröffentlichte die Band im selben Jahr gemeinsam mit Goat Semen das Split-Album Devotos del Diablo bei Osmose Productions. Als weitere Studioalben folgten 2007 Depravation (u. a. Nuclear War Now! Productions), 2009 Gathering of the Putrid Demons (u. a. Warhemic Productions) und 2015 Peste Negra, Muerte Negra (u. a. Icarus Music). Dem letztgenannten Album ging ein beinahe zweijähriger Prozess voraus, in dessen Verlauf sich die Band intensiv mit dem Songwriting befasste. Der Albumtitel ist eine Anspielung auf den Schwarzen Tod, die Pestpandemie in Europa zwischen 1346 und 1353, und das korrespondierende Albumcover wurde von einem Künstler aus Österreich geschaffen.

## Stil und Texte
Im Zusammenhang mit dem 2015er-Album Peste Negra, Muerte Negra beschrieb das Onlinemagazin Zephyr’s Odem die Musik als „räudigen, schwarz angehauchten Thrash“. Als stilistisch vergleichbare Künstler wurden u. a. frühe Sepultura sowie Sarcófago und Criminal genannt. Ähnlich sah man es elf Jahre zuvor bei Metal.de, wo als Bezugspunkte für Sepulturas Frühwerke explizit die Alben Morbid Visions und Bestial Devastation sowie als weitere Gruppen u. a. Pentagram und Holocausto genannt wurden. Im Interview mit Zware Metalen aus den Niederlanden nannte der Gitarrist zusätzlich die deutsche Thrash-Metal-Band Destruction als Einfluss. Sebastian Schilling vom Rock Hard hörte 2015 außerdem „Kreator zu Pleasure to Kill-Zeiten“ und einen „Schuss Celtic Frost“.
Im Zusammenhang mit dem Album Peste Negra, Muerte Negra von 2015 gab Gitarrist „Noizer“ zu Protokoll, dass es in den Texten um die „dunklen Seiten“ echter Menschen – Drogendealer, Bandenmitglieder und Drogenabhängige – gehe.

## Diskografie

### Demos
- 1993: Pregnancy Rotten (Selbstverlag)
- 1995: Welcome to the Slow Putrefaction (Selbstverlag)
- 1997: Into the Eternal Agony (u. a. Austral Holocaust Productions, Dunkelheit Produktionen)
- 1998: Sudamerica Brutal (u. a. Hurling Metal Records, Morbid Attack Productions, Tahuantinsuyo Records)

### Studioalben
- 2004: Demoniac Flagellations (From Beyond Productions, Machetazo Records, Morbid Attack Productions, Black Legion Records)
- 2007: Depravation (From Beyond Productions, Nuclear War Now! Productions, Warhemic Productions)
- 2009: Gathering of the Putrid Demons (u. a. BlackSeed Productions, Morbid Attack Productions, Warhemic Productions)
- 2015: Peste Negra, Muerte Negra (Gates Of Hell Records, Icarus Music, Warhemic Productions)

### Split- und sonstige Alben
- 1994: Split Tape (Split mit T.S.M.; Beware Of Noise Productions)
- 1999: Sudamerica Brutal Vol. 1 (Split mit Funeral und Carnarium; Hurling Metal Records)
- 2004: Devotos del Diablo (Split mit Goat Semen; Osmose Productions, Warhymns Records)
- 2010: Welcome to the Slow Rotten Pregnancy Putrefaction (Kompilationsalbum; A Sangre Fría Records, Espíritus Inmundos)
- 2016: Culto de los Venenos (Split mit Ordo Caper, Dunkelheit Produktionen)
- 2017: Early Years of Putrefaction (Split mit Cadaver Incubador; Profanador Records)
- 2018: Alianza Maldita Sudamericana (Split mit Eutanos, Aka Funeral und Luciferian; Black Dragon Productions)
- 2018: Morgue of Difamators (Split mit Ordo Caper; Bestial Burst)
- 2020: Peste Negra Concierto en Milan - Italia (Livealbum; Tanatofobia Productions)

### Singles und EPs
- 2002: From Peruvian Hell (Legion Of Death Records, Rawforce Productions, Morbid Attack Productions)
- 2012: Nocturnal Curse Live (Warhemic Productions, Morbid Attack Productions)
- 2021: Graveless Dead (Blasphemous Art Productions)